# Coryssocnemis viridescens
Coryssocnemis viridescens är en spindelart som beskrevs av Kraus 1955. Coryssocnemis viridescens ingår i släktet Coryssocnemis och familjen dallerspindlar. Inga underarter finns listade i Catalogue of Life.